# Краста
Краста (алб. Krasta) — невелике містечко в області Дібер на сході Албанії. Маючи населення 2142 особи є центром і єдиним містечком комуни Мартанеш. Внаслідок реформи місцевого управління 2015 року стало частиною округу Булькіза. Лежить на плато на висоті 1100 м над рівнем моря і, таким чином, є найвисокогірнішим містечком Албанії. Засноване 1970 року як нове шахтарське містечко здебільшого для добування хромової руди на копальні Батра.

## Географія і розташування
Краста є одним із найменших міських поселень Албанії та центром колишньої общини Мартанеш в області Дібер. Лежить на плато, на східному схилі гори Калті заввишки 1592 м, яка є частиною гори Малі і Лопас. Розташоване на висоті 1100 м над рівнем моря, що робить його найвисокогірнішим містечком Албанії. Розташоване у відносно ізольованій гористій місцевості за 20 км від найближчого міста Булькізи. Відстань від Тирани по дорозі становить 145 км, хоча лише 40 км по прямій. Очікують, що завершення шосе Арбер скоротить відстань до столиці вдвоє:4.

## Історія
В муніципалітеті Булькіза, особливо у селах Крайка і Шупенза знайдено ранні археологічні свідчення проживання людей:8, а в селі Гйон, неподалік від Красти, знайдено кам'яну сокиру, яка нині перебуває в експозиції Історичного музею в Буррелі. Це свідчить про заселеність регіону ще від часів кам'яної доби.
25 лютого 1965 року 11 учасників геологічної експедиції Батра зникли під несподіваною лавиною біля струмка Батра (приблизно за 5 км від місця, де пізніше з'явилось містечко Краста), коли намагались врятувати одного зі своїх товаришів. Нову копальню, яка розпочала роботу 1967 року:41, названо на їхню честь «11 героїв» (алб. 11 Heronjtë).
Містечко засноване 1970 року в муніципалітеті Мат як місце проживання шахтарів нової копальні Батра. Ця шахта розпочала роботу 1971 року:48. Перші жителі поселились у Красті в 1974 році і община поступово виросла до невеликого міського поселення, вигляд якого формувався згідно з попереднім планом. 1979 року Красту офіційно проголосили містечком. 1987 року тут побудовано завод зі збагачення хрому. Після розділення муніципалітету Дібер у 1992 році місцева адміністрація стала підпорядкованою сформованому тоді округу Булькіза разом з усією общиною Мартанеш, і стала його центром.

## Демографія
Перші жителі поселилися в Красті 1974 року. Станом на 2005 рік населення містечка становило 1540 осіб. Станом на 2011 рік було 2142 жителів у складі 477 родин. Це становить 82 % від загального населення общини Мартанеш, у якій проживає 2601 особа у складі 658 родин. Попри невелике підвищення населення містечка, багато жителів регіону емігрували за кордон.

## Релігія
Жителі Красти і навколишніх сільських місцин є передусім послідовниками суфійського ордену Бекташі, але є також і значна католицька община єпархії Решені, заснованої 7 грудня 1996 року, яка включає округи Булькіза, Дібра і Мат.
У серпні 1930 року орден Бекташі встановив у Албанії свою штаб-квартиру після заборони в Туреччині восени 1925 року всіх орденів дервішів. Албанська община Бекташі поділялась на 6 районів і текке Краста була штаб-квартирою району Ельбасан.
1967 року комуністична диктатура заборонила релігію і лише через чверть століття, 22 березня 1990 року, знову відбулося святкування Навреза. Ця подія позначила офіційне відродження бекташизму в країні. Навіть Мати Тереза прибула на святкування і відвідала штаб-квартиру ордену Бекташі в Тирані.
Щороку 29 червня на південний схід від Красти віряни Бекташі збираються звідусіль, щоб відсвяткувати день Баліма Султана (алб. Ballëm Sulltan) — другої за важливістю особи в ордені Бекташі.

## Економіка та інфраструктура
Попри багатство природних ресурсів, рівень безробіття є високим. Гірництво є головним сектором економіки містечка, тоді як населення виживає головним чином шляхом римесси. Багато родин проживають у злиднях; 32,4 % родин у общині Мартанеш також отримують державні дотації. У січні 1998 року система водопостачання містечка отримала 600 млн леків від Міністерства будівництва і суспільних відносин на будівництво 40 установок водопостачання.

### Гірництво
Видобуток хрому був одним із найважливіших галузей централізованої економіки НСРА до початку 1990-х років. У 1980-х роках Албанія була одним із провідних світових виробників і експортерів хроміту (другою за експортом позаду ПАР і третьою за виробництвом після колишнього СРСР).
Припускають, що мінеральні ресурси копальні Краста містять рідкісні метали кобальт і платину, видобуток яких на сьогодні недоступний.
Після 1999 року албанський уряд видав 4 ліцензії на видобуток хрому в деяких галереях копальні Краста. 2006 року підраховано, що в копальні залишилось не видобуто 2 млн тонн хромової руди, і за цим показником копальня Краста посідає друге місце в Албанії після копальні Булькіза.